# 안마의자

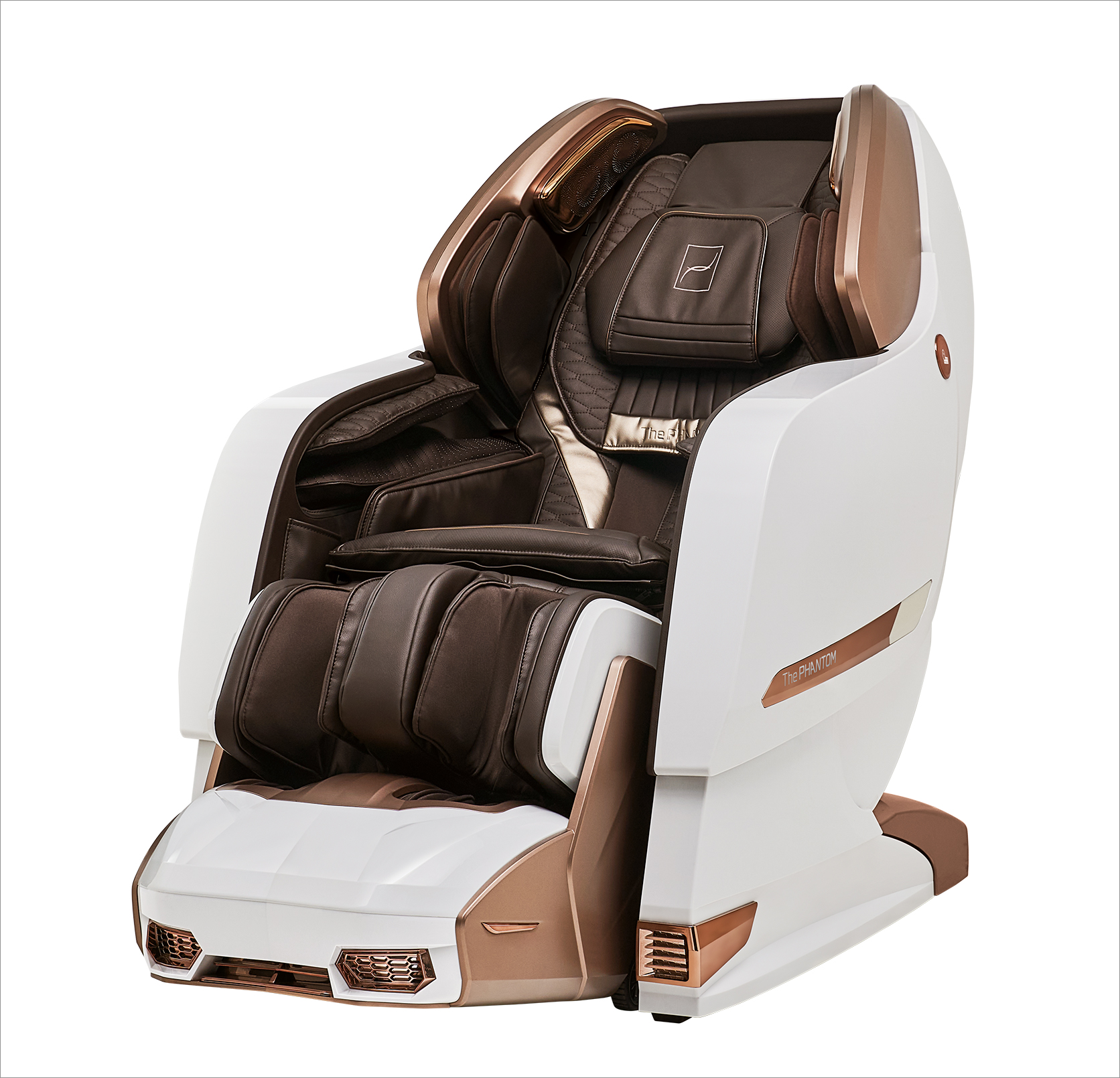

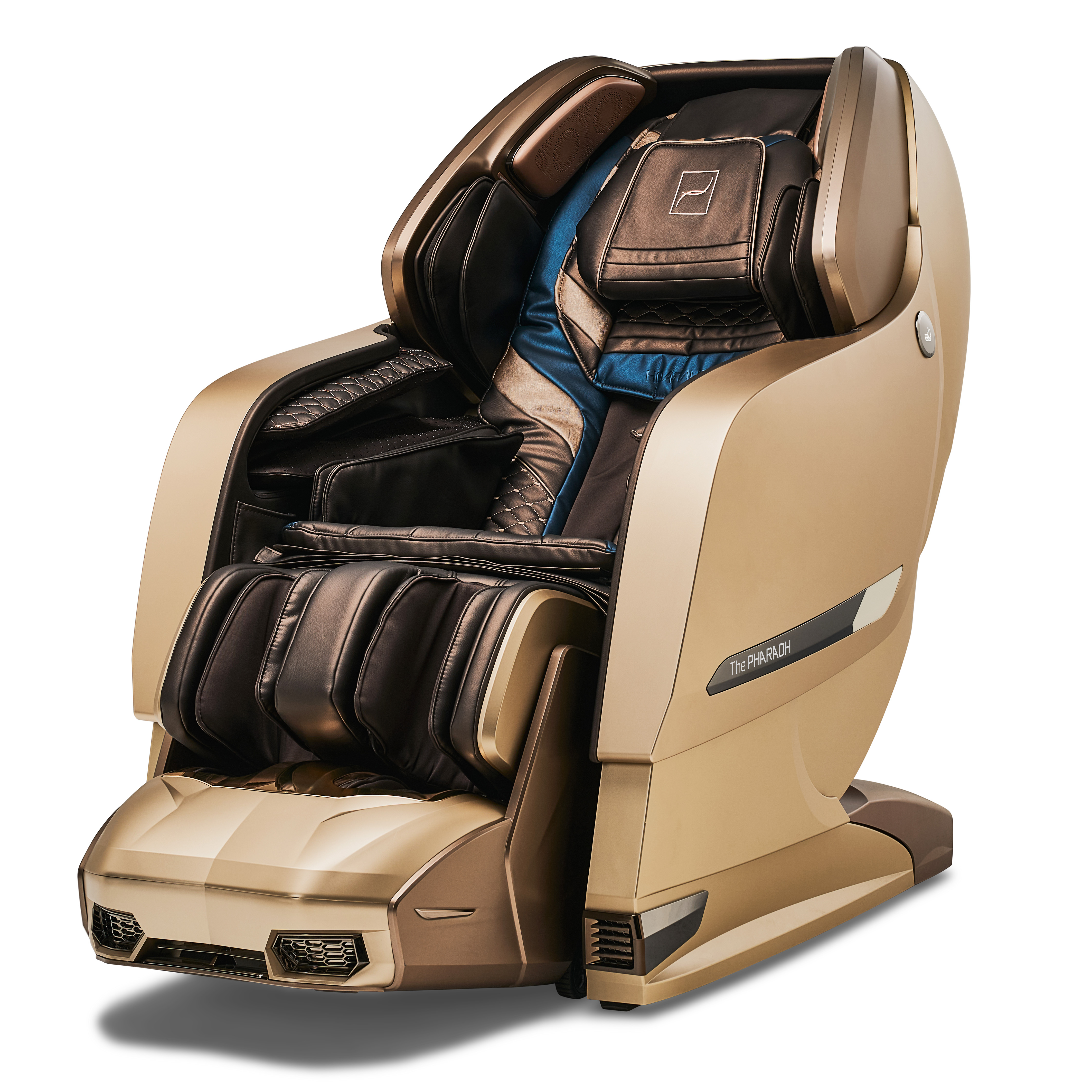
전동식 안마의자

안마의자란 걸터앉을 수 있는 의자 구조 위에서 센서를 통해 사람의 신체를 측정한 후 목, 어깨, 등과 허리, 팔과 손, 엉덩이, 허벅지, 종아리, 발과 발바닥에 이르기까지 사용자의 전신을 주무르거나, 누르거나, 두드리거나, 잡아당기거나, 문지르거나 하는 등의 방식으로 마사지를 하는 동시에 사용자의 착석 각도가 조절되는 전동 의자를 뜻한다.

## 역사
최초의 안마의자는 1954년 후지모토 노부오가 설계하였다. 그는 의자에 완전히 만족하기 전까지 여러 자재로부터 다양한 버전의 의자를 제조하였다.
2010년대 들어 사용자가 안마의자에 착석하면 센서가 자동으로 사용자의 어깨 높이, 발 길이를 측정하고 사용자의 체형에 맞는 안마를 제공하는 기술이 도입되었다. 스마트폰의 보급과 함께 블루투스, 스마트폰 애플리케이션 등 다양한 스마트 기술과 접목해 스마트 헬스케어 기기로 진화하는 경우도 많으며, 세련된 디자인을 통해 30~40대 젊은 층을 적극 공략하는 경우도 많다.

## 유형

### 안마의자
목, 어깨, 등과 허리, 팔과 손, 엉덩이, 허벅지, 종아리, 발과 발바닥에 이르기까지 사용자의 전신을 주무르거나, 누르거나, 두드리거나, 잡아당기거나, 문지르거나 하는 전동 의자.

### 전동안마의자
전동안마의자는 의자에 앉은 사람을 안마할 수 있게 전자 모터와 기어가 장착되어있다. 전동안마의자에는 안마 유형, 위치, 강도 등을 조작할 수 있는 컨트롤러가 있다. 최초의 전동안마의자는 2차세계대전 전에 일본에서 발명됐다.

## 같이 보기
- 마사지
- 리클라이너